# Chiesa di San Bruno della Certosa
La chiesa di San Bruno della Certosa (in francese: église Saint-Bruno des Chartreux) è un luogo di culto cattolico di Lione, unica chiesa della città integralmente in stile barocco.
Dedicata a San Bruno di Colonia, è stata la chiesa della certosa di Lione fino alla Rivoluzione francese.
Dal 1911 è Monumento storico di Francia.

## Storia

### Lione e le certose
Alla fine del XVI secolo la nobiltà reale ed il clero partono alla riconquista del cattolico con la creazione di nuovi conventi e l'ampliamento di quelli già esistenti. La collina della Croce rossastra ritroverà quindi la sua vocazione originale risalendo all'antichità, cioè alla religione. Dal 1584 e nel corso del secolo successivo sui versanti della collina sorgeranno tredici comunità religiose. Questo fatto darà origine al soprannome che oggi si riferisce alla collina di Fourvière, detta infatti la "collina che prega".
I primi ad installarvisi furono i certosini di Grenoble, grazie alle buone relazioni che questi intrattenevano con la Chiesa lionese. Essi erano in effetti venuti ad aiutare il clero di Lione dopo il saccheggio di Forez Guy del XII secolo ed avevano quindi ottenuto alcuni privilegi fra i quali l'esenzione dal pedaggio per il loro transito attraverso il territorio della città di Lione. Nell'agosto del 1584, in occasione della visita del re Enrico III, due monaci certosini si presentarono per porgere una richiesta. Essi chiesero l'autorizzazione ad aprire una casa del loro ordine nella città di Lione, permesso che venne loro accordato ed il re promise loro anche un dono di 30 000 franchi (che non verrà tuttavia mai dato), oltre a riservarsi la scelta del nome del nuovo insediamento che fu "Giglio del Santo Spirito". Nel 1589 Enrico III morì, lasciando la corona ad Enrico IV, che s'affrettò a dichiararsi fondatore delle certose ed a confermare loro i privilegi. Gli stessi furono poi confermati da Luigi XIII e da Luigi XIV.
I certosini iniziarono quindi ad acquisire il territorio Giroflée sulle rive della Saona e successivamente, a poco a poco, si estesero acquisendo i terreni confinanti fino a raggiungere una proprietà di ventiquattro ettari. L'estensione della proprietà non ha nulla a che fare, come al contrario si potrebbe pensare, con il loro numero. Essi erano in effetti solo ventiquattro monaci e questa volontà di espansione deve essere associata alle loro regole di vita, volendo essi allontanare il più possibile il vicinato che avrebbe potuto disturbare la loro attività contemplativa.

### Costruzione della chiesa di San Bruno
Ci vollero sei anni dall'accoglimento della richiesta dei due monaci da parte del re affinché venga posta la prima pietra dell'edificio religioso. I lavori si svolsero in due fasi: la prima fra il 1590 ed il 1690, con la costruzione del coro, di quelle del piccolo chiostro, della sacrestia e di alcune celle, mentre la seconda ebbe luogo nel XVIII secolo, con il termine dei lavori della navata, del transetto e delle cappelle laterali. Infine vi furono alcuni rinnovi, piuttosto che aggiunte, riguardanti principalmente le cappelle e la facciata, nel XIX secolo.

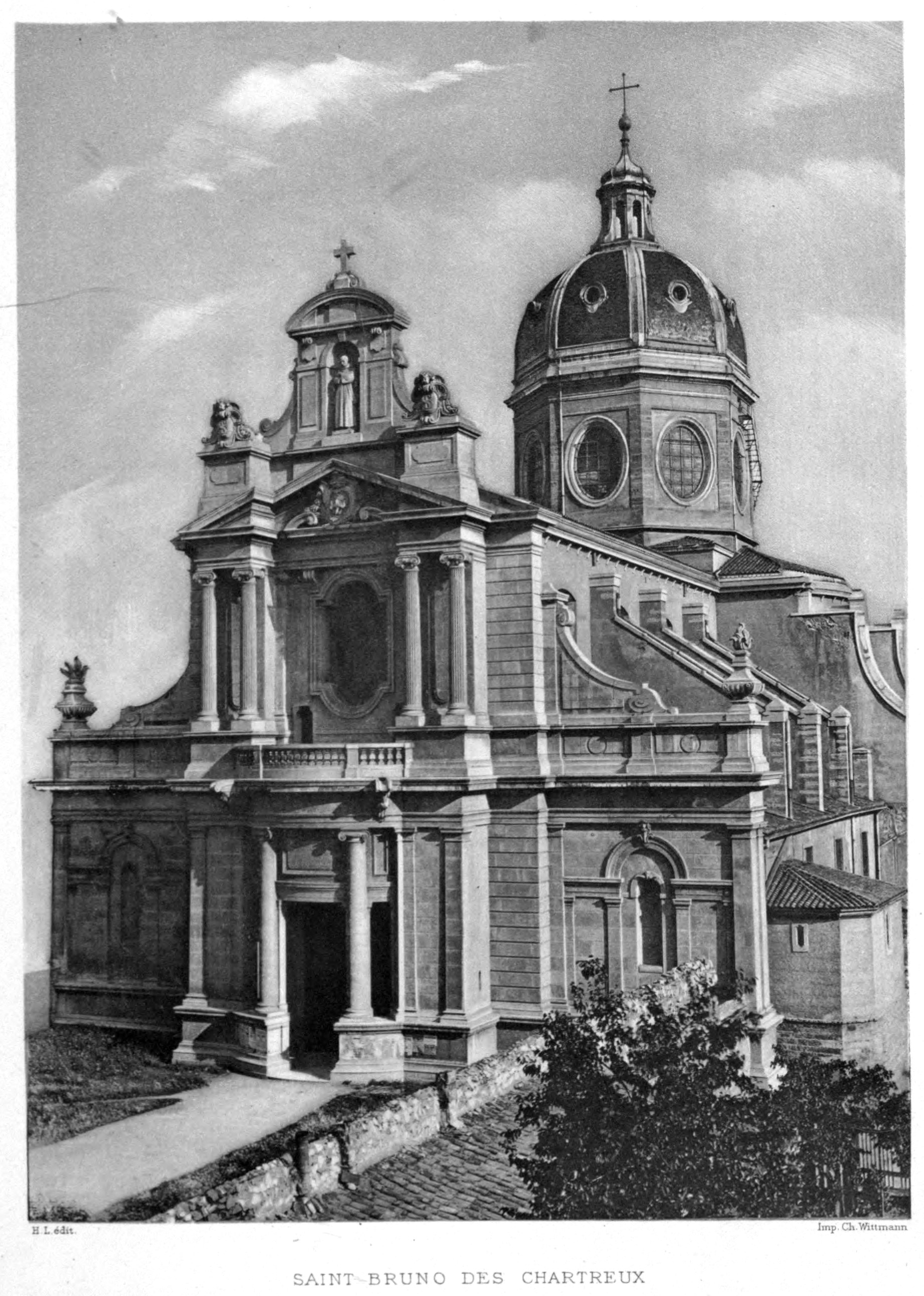
Esterno in una fotografia del 1908
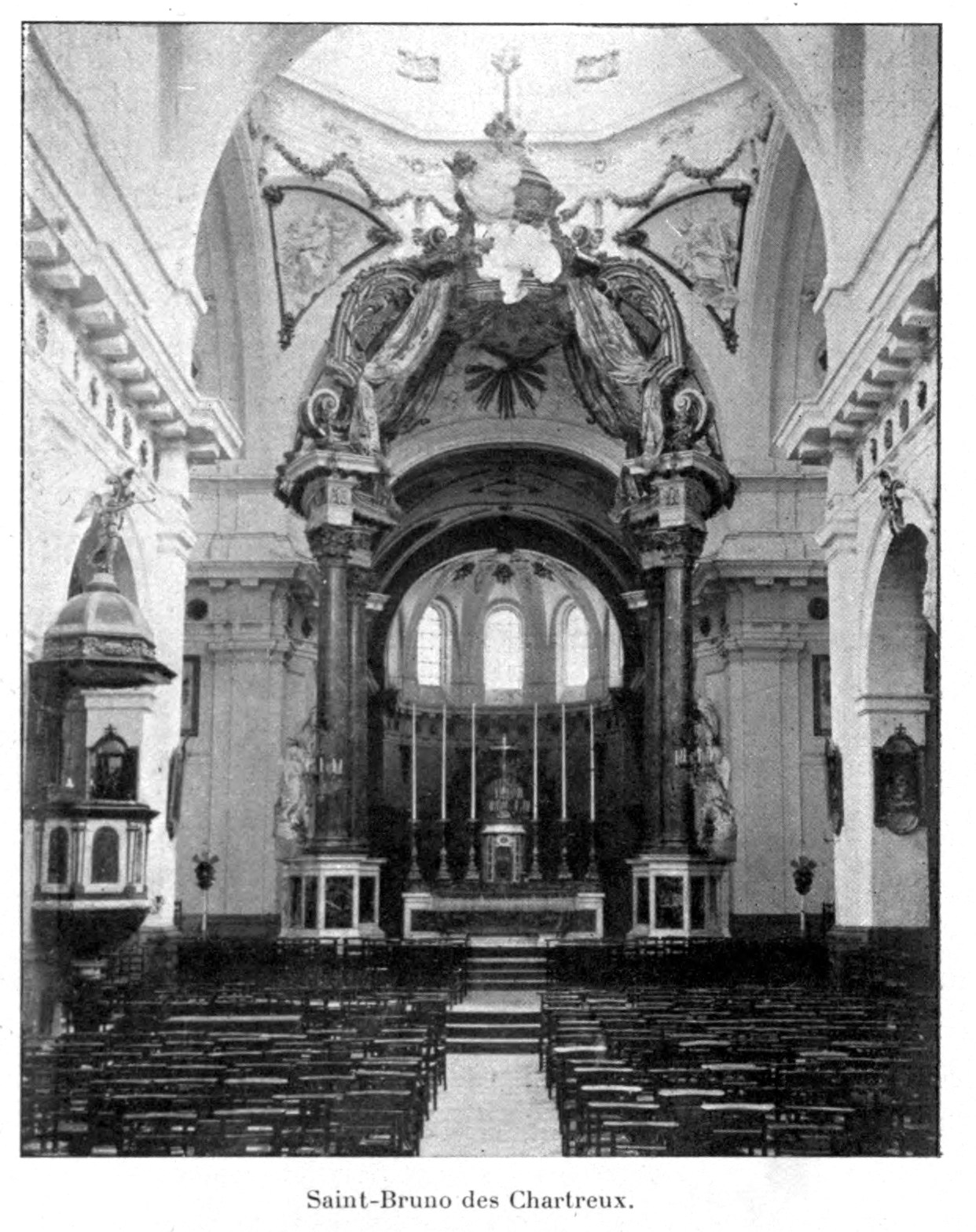
Interno in una fotografia del 1908

## Descrizione

### Esterno

#### La facciata

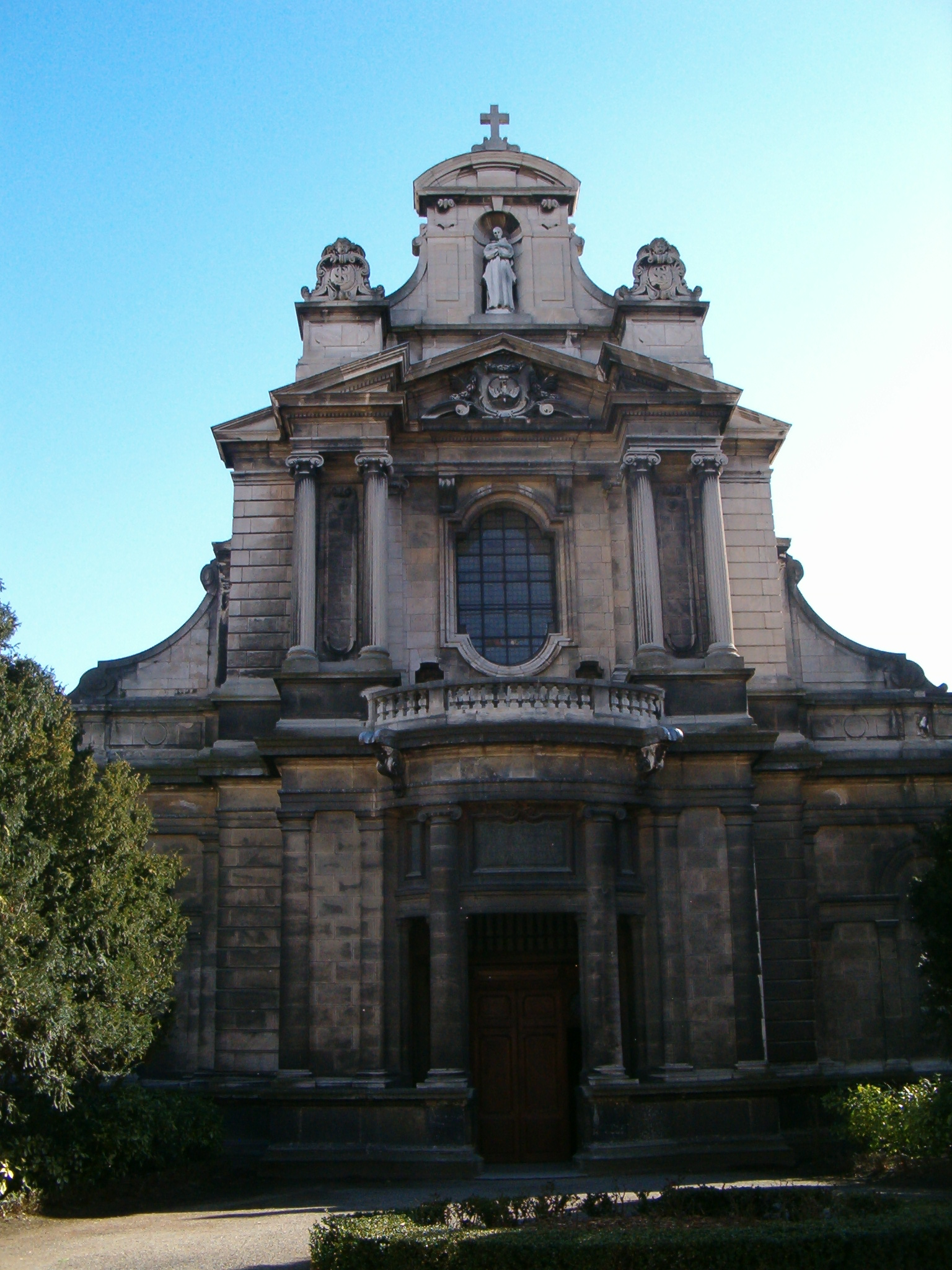
Facciata della chiesa di San Bruno delle Certose

Prima del 1870 la facciata era molto sobria, composta unicamente da un grande muro piatto entro il quale si aprivano una porta ed una finestra. Quando la chiesa è divenuta parrocchiale ci si appellò all'architetto Louis Sainte-Marie-Perrin (1835 – 1917) che ne definì una nuova struttura. Furono realizzati tre livelli progressivamente rientranti, il che contribuisce alla valorizzazione della parte centrale.
Il primo livello è un porticato che protegge l'ingresso alla chiesa e che è incorniciato da colonne ioniche invece che da pilastri dorici. Sul portale d'ingresso compare la scritta latina che significa: «Venite a me, voi tutti che siete stanchi e affaticati e io vi ristorerò». Questa citazione evangelica fa riferimento alla sottoscrizione fatta presso i lavoratori della seta di Lione per il finanziamento dei lavori della facciata.
Il secondo livello è un balcone curvilineo con una piccola terrazza ove si trova la finestra, unico elemento conservato della facciata primitiva. Essa è contornata da quattro colonne scanalate e sormontata da un frontone triangolare ove si ritrova ancora il simbolo dello Spirito Santo. 
Infine sul terzo livello si trova una nicchia con la statua di san Bruno inquadrata dalle iniziali S.B.

#### La cupola
Sul campanile si possono ammirare otto aperture ornate da abbattisuono sotto le quali sono poste le otto finestre ovali della cupola. La parte esterna della cupola è fatta di pietre dorate e serve a celare la calotta della cupola interna, assai più bassa. La copertura è a falda convessa e vi si vedono alcuni abbaini. Alla sommità si trova una lanterna sormontata da un globo e da una croce in piombo che sono i simboli delle certose. La cupola misura in tutto dieci metri di altezza e trentanove di diametro.

### Interno

#### La navata

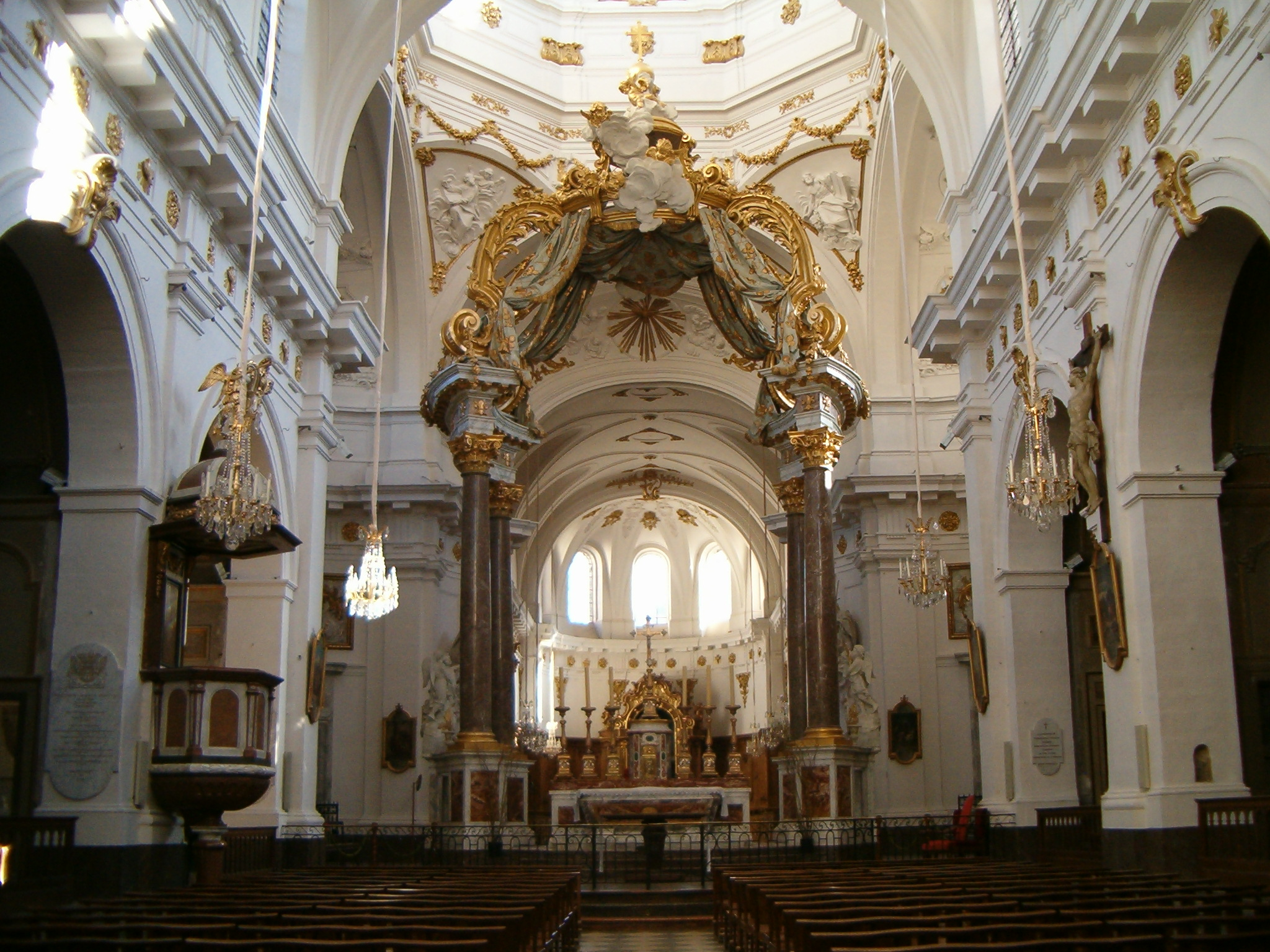
Interno

Le decorazioni contrastano un poco con il resto della chiesa, tornando ad uno stile più sobrio e quindi meglio intonato allo spirito della certosa. Essa fu terminata nel XVIII secolo.
Il soffitto è decorato con volte ad ansa di paniere. Il passaggio fra soffitto e muri è costituito da una cornice dentellata che corre lungo tutta la chiesa e che fu aggiunta anche al coro nel XVIII secolo. Sotto tale cornice si trova fregio con, nelle metope, un'alternanza di rose e di colombe, simbolo quest'ultimo dello Spirito Santo e quindi della certosa. 
A ciascun lato della navata si trovano quattro arcate che si aprono su cappelle, separate fra loro da colonne doriche.
Le cappelle laterali.
I restauri sono stati realizzati nel XIX secolo modificando, fra l'altro, la parte interna di otto cappelle laterali. Gli altari sono stati infatti riorientati rivolgendoli verso i muri esterni. Le finestre che danno luce ad ogni cappella sono state otturate ma se ne vede ancora la traccia sui muri esterni.

#### La crociera e il transetto
L'arco Munet.

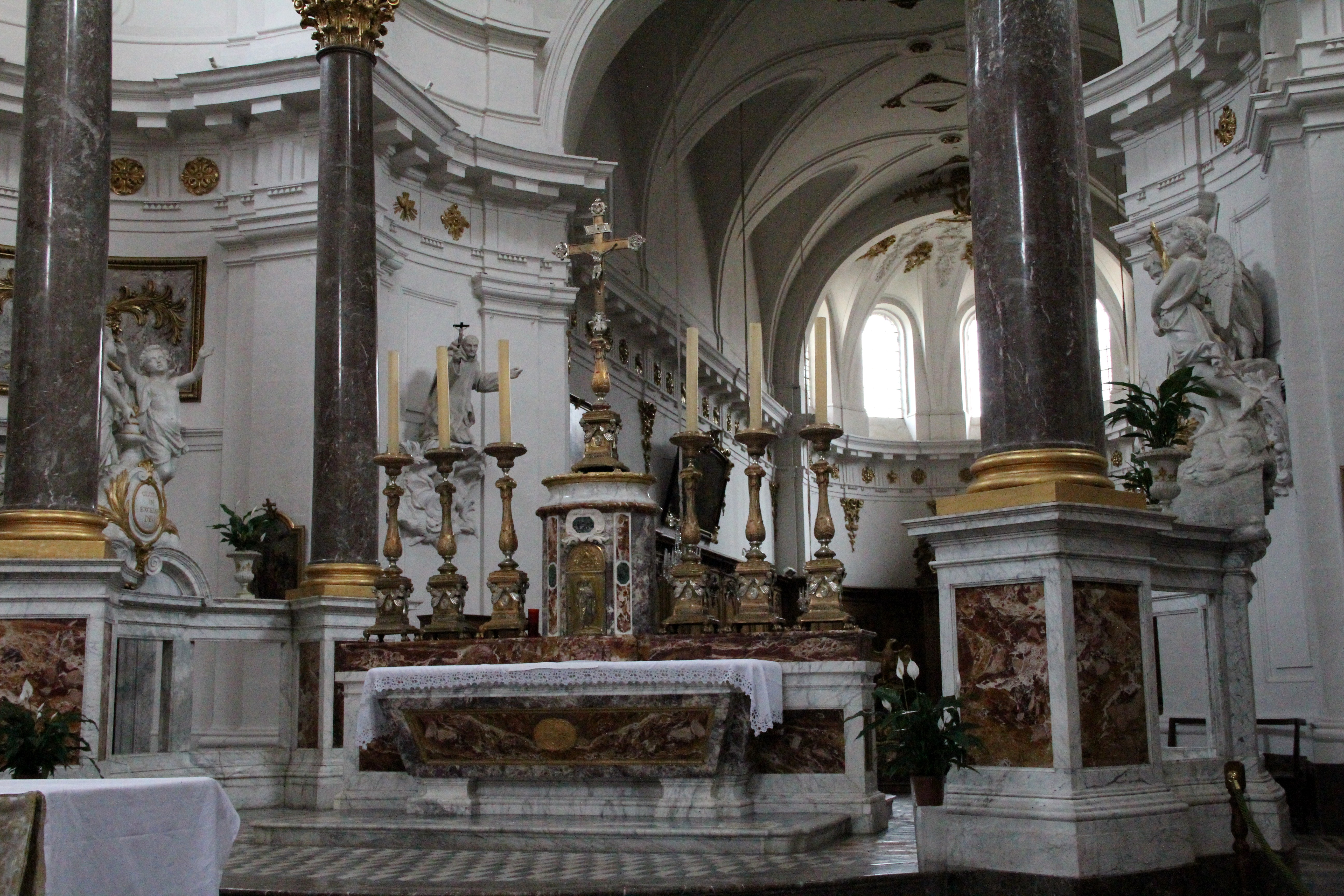
L'altare maggiore

Il passaggio dal coro alla crociera è segnato dall'arco Munet, che prende il nome dal suo realizzatore, architetto vissuto nel XVIII secolo. Esso è sostenuto da possenti muri portanti in sganciamento, secondo lo stile barocco. Vi si trovano pure due pilastri incassati di stile dorico le cui nicchie sono oggi occupate dalle statue di Sarrazin.
L'altare maggiore.
Fu disegnato nel XVIII secolo dal Servandoni e successivamente modificato dal Soufflot.. La sua caratteristica, è quella di essere composto da un'alzata centrale, sulla quale poggiano il tabernacolo, già ornato con pietre semi-preziose, perdute durante la Rivoluzione francese, e i candelieri, e da due mense, una per la celebrazione della Messa per i monaci, e una per la Messa per i fedeli che stanno nella navata.
Il baldacchino.

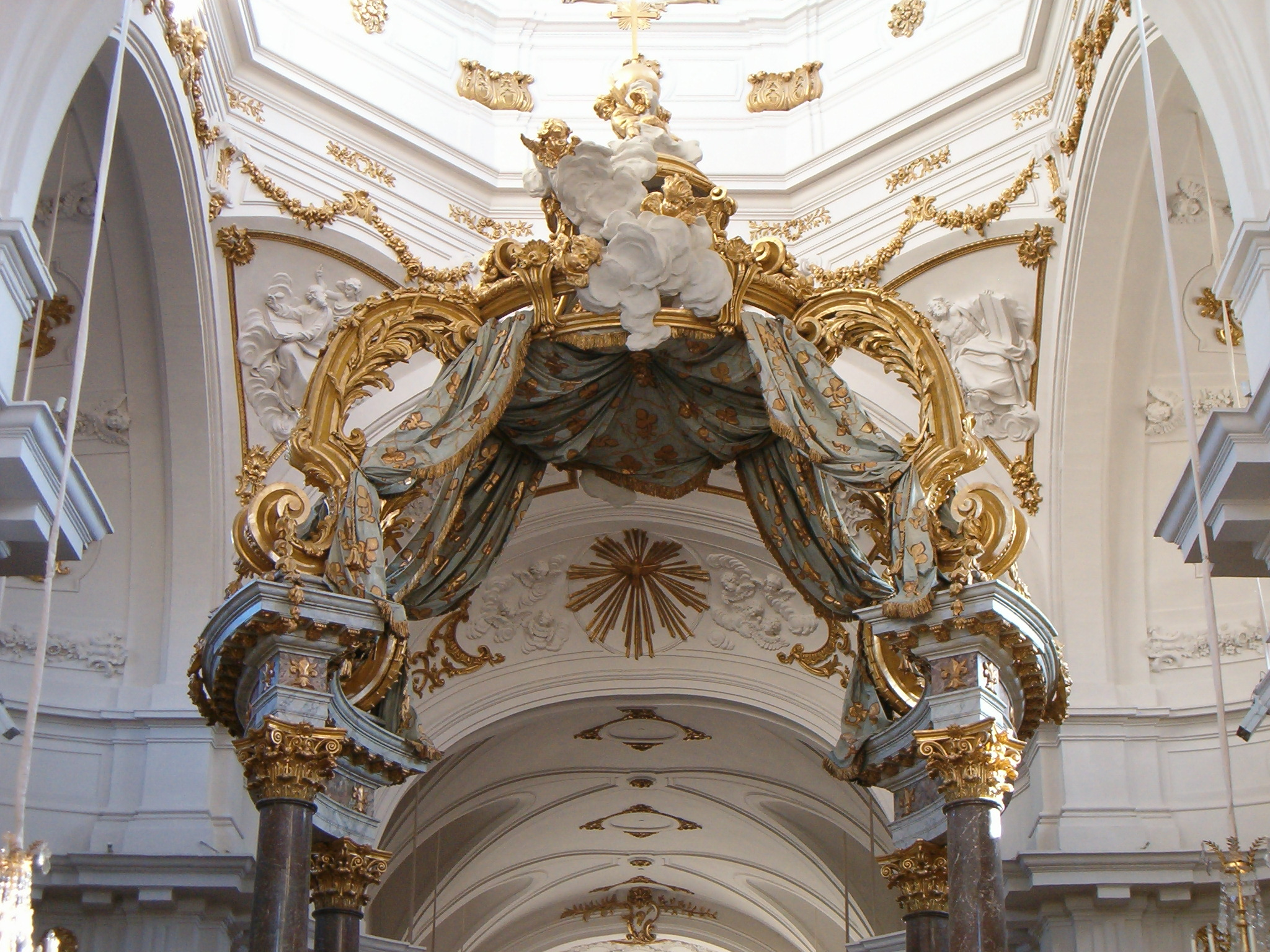
Il baldacchino dell'altare maggiore, opera di Giovanni Niccolò Servandoni

Il baldacchino è anch'esso opera del Servandoni (XVIII secolo). Lo scopo evidente fu quello di magnificare la presenza di Cristo ed è uno dei più belli di Francia. È composto in materiali differenti, a cominciare dal marmo con il quale sono costituite le colonne. I capitelli sono in legno stuccato, cioè ricoperti di uno strato di finto marmo, a base di polvere di gesso, di marmo e di calce. Sulla sommità del baldacchino si trova un globo ed una croce fatte con cuoio dorato a foglia. Infine il drappeggio è in tessuto temprato nel gesso liquido, colorato prima che divenisse secco. Non vi sono certezze sui decori: si è a lungo tempo pensato si trattasse di fiori di giglio che al momento del restauro del XIX secolo fossero stati trasformati in trifogli. Tuttavia, durante i restauri di poco tempo fa, ci si è resi conto che i decori originali erano già trifogli senza gambo.
La cupola.
La cupola è composta di otto finestre ovali alte cinque metri e separate da nervature e coronate da un motivo decorativo poligonale. Si intravedono anche quattro pennacchi la cui decorazione è ispirata ai temi dei quattro evangeli. A lato della navata si può anche vedere san Luca con il toro e san Giovanni con l'aquila, come dal lato del coro sono scolpiti san Matteo con l'angelo e san Marco con il leone.

#### Il coro

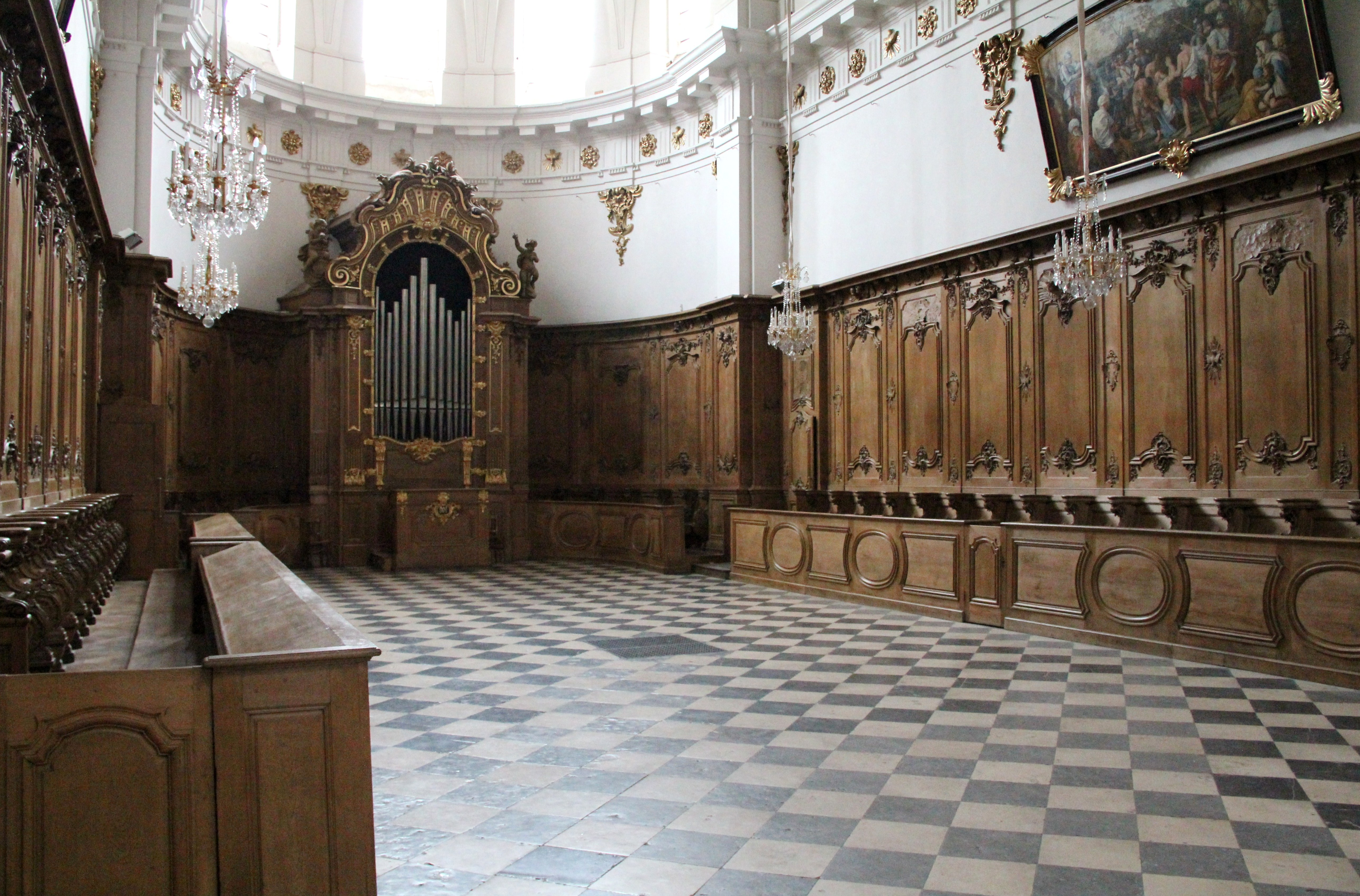
Gli stalli lignei del coro

Il coro non ha oggi più di cinque finestre, essendo state tappate le altre nel corso della seconda campagna di lavori di restauro attuata dall'architetto Ferdinando Sigismondo Delamonce.
Gli stalli e il rivestimento in legno sono scolpiti in stile rococò e si possono anche ammirare alcune volute rovesciate e fogliame sui davanzali come ugualmente motivi di conchiglie asimmetriche e ghirlande di fiori.
Le statue di de Sarrazin rappresentano San Bruno e San Giovanni Battista che ora si trovano sui pilastri dell'arco Munet (originariamente si trovavano nel coro). Esse sono datate 1628 e sono tipiche sculture del barocco temperato del XVII secolo. Essi esprimono in effetti l'impressione di un movimento, rafforzata dalle pieghe delle vesti, e vi si trova anche l'espressione patetica attraverso i visi smagriti e gli sguardi dai quali traspare una forte tensione interiore.
Oggi vi si trova pure l'organo San Bruno, che vi fu aggiunto solo nel 1890, allorché la chiesa divenne sede parrocchiale. Alla sua installazione si erano allora opposti i certosini la cui regola di vita monastica impone austerità fino nella liturgia, che deve essere semplice, senza abbellimenti. Oggi l'organo è noto come il miglior "due tastiere" di Lione.

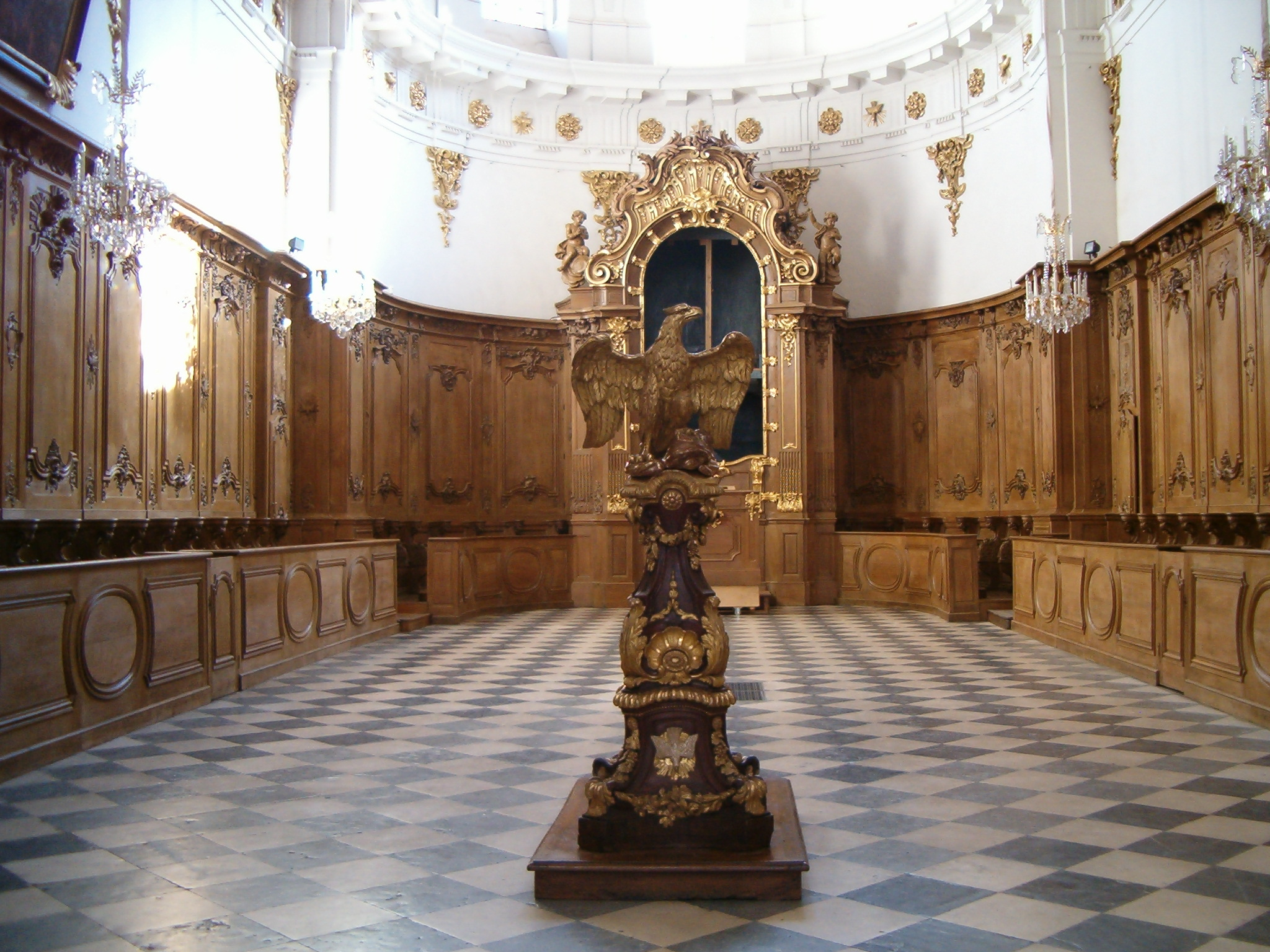
Il coro ligneo e il leggio

I sacri uffici furono celebrati nel coro fino al 1737, quando fu separato dal resto dell'edificio causa lavori. Secondo il piano originario, disegnato dall'architetto Delamonce e relativo alla seconda fase dei lavori, il coro avrebbe dovuto rimanere separato dal resto della chiesa, ma questo progetto fu rifiutato dall'abate e fu adottato un secondo progetto, che prevedeva l'inclusione del coro nella chiesa.
Il leggìo.
Si tratta di una scultura rappresentante al suo culmine un'aquila con le ali spiegate, che simboleggia la parola di Dio-Padre. Essa è posta su una colonna scolpita ove si vedono rami di vite ed acini, entrambi riferentisi al sangue di Cristo. Infine, alla base, è scolpita una colomba, simbolo dello Spirito Santo. Così il solo leggìo riassume i simboli della Trinità.